# Neoeplingia
Neoeplingia  é um gênero botânico da família Lamiaceae

## Espécie
Neoeplingia leucophylloides